# بچه‌ها در آمریکا
«بچه‌ها در آمریکا» (به انگلیسی: Kids in America) ترانه‌ای از کیم وایلد و اولین تک‌آهنگ از اولین آلبوم استودیویی اوست که در سال ۱۹۸۱ منتشر شد. موسیقی این قطعه را ریکی وایلد (برادر کیم وایلد) نوشته و شعر آن سرودهٔ پدرش مارتی وایلد است.

## ساخت و محتوا
ریکی وایلد که از درس و مدرسه متنفر بود، در ۱۷ سالگی تحصیل را رها کرد و شروع به نوشتن آهنگ کرد تا شانسش را با شرکت‌های ضبط موسیقی بیازماید. پس از آن‌که بخت به ریکی روی آورد و مورد توجه میکی ماست (بنیان‌گذار رَک رکوردز) قرار گرفت، خواهرش را هم با خود برد تا با ماست ملاقات کند. کیم وایلد به خاطر می‌آورد برای آن جلسه بهترین شلوار پانکی مِشکی و قرمزش را پوشیده بود و موهای تازه بلوندکرده‌ای داشت که به گفتهٔ یکی از معلمانش، خلاقانه‌ترین کاری بود که در مدرسهٔ هنر انجام داده بود. وایلد خیلی سریع نظر میکی ماست را به‌خود جلب کرد و او از ریکی خواست که آهنگی برای کیم وایلد بنویسد.
ریکی در یک آخر هفته با یک کیبورد WASP در خانه‌شان در هرتفوردشر موسیقی «بچه‌ها در آمریکا» را ساخت. او این کار را در اتاق خوابش که کنار اتاق وایلد بود انجام می‌داد و سر و صداهایی که ایجاد می‌کرد خواهرش را کلافه کرده بود. آن صدای آزاردهنده همان ریتم تپنده‌ای بود که بعداً به‌عنوان اینتروی «بچه‌ها در آمریکا» استفاده شد. به گفتهٔ وایلد، ریکی در آن زمان دائماً به موسیقی‌هایی مثل اولتراوکس، جان فاکس، گری نیومن، اسکیدز، سکس پیستولز، کلش و کرافت‌ورک گوش می‌داد و دوست داشت کاری شبیه آن‌ها بسازد.
پس از آن ریکی موسیقی‌اش را در یک استودیوی محلی که توسط اعضای گروه پراگرسیو راک اینِد اداره می‌شد ضبط کرد و از پدرش خواست برای آن شعری بنویسد. به گفتهٔ وایلد پدرش با فانتزی بهتر بودن همه چیز در آمریکا شعر را نوشت که البته برای نسل او این نگرش درست به‌نظر می‌آمد.
در فیلم‌های آمریکایی همه رانندگی می‌کردند، میلک‌شیک می‌نوشیدند و همبرگر می‌خورند. کارهایی که ما در بریتانیا انجام نمی‌دادیم… زمانی که الویس و راک اند رول از آمریکا وارد بریتانیا شد، نسلی از بچه‌ها مخاطبش بود که والدینشان با جنگ و جیره‌بندی سر و کار داشتند و همهٔ آنها در شرایط بسیار بدی بزرگ شده بودند. با ظهور راک اند رول، بچه‌ها دوباره یک چیز عالی پیدا کرده بودند که با آن رویاپردازی کنند… از آنجا بود که عشق بزرگ برای پدرم شروع شد، به محض شنیدن یکی از کارهای الویس پرسلی.

## انتشار و بازخورد
پس از آن‌که کار ضبط ترانه به سرانجام رسید، یک سال طول کشید تا منتشر شود و در این مدت کیم وایلد در یک میخانهٔ محلی مشغول به‌کار شد. ترانه بالاخره در ژانویهٔ ۱۹۸۱ روانهٔ بازار شد و خیلی سریع به یک آهنگ موفق بین‌المللی تبدیل شد؛ محبوبیت آنی که به‌شکلی منجر به سقوط آن هم شد. شبکه‌های رادیویی از همان ابتدا شیفتهٔ «بچه‌ها در آمریکا» شده بودند، اما فروش آن در بازار موسیقی به‌قدری سریع بود که گردانندگان چارت‌های موسیقی به شک افتاده بودند که حُقه‌ای در کار است. در بریتانیا در بدو انتشار تک‌آهنگ ۶۰٬۰۰۰ نسخه از آن در یک روز فروخته شد، اما از جدول‌های فروش بیرون کشیده‌شد چون گردانندگان باور نداشتند خواننده‌ای بتواند ۶۰٬۰۰۰ نسخه در روز بفروشد. با این‌حال یک هفتهٔ بعد «بچه‌ها در آمریکا» در ردهٔ هجدهم آفیشال چارتس ظاهر شد، سپس به رتبهٔ ۶ و بعد از آن به جایگاه دوم آن جدول رسید.

## نظر منتقدان
تیم سِندرا در آل‌میوزیک از این قطعه به‌عنوان یکی از آهنگ‌های تعیین‌کنندهٔ دوران موج نو یاد کرده‌است او ضمن اشاره به تلفیق جهان‌بینی پانکی با سینث‌های درخشان در این ترانه، معتقد است بقیهٔ قطعه‌های اولین آلبوم کیم وایلد تحت‌الشعاع «بچه‌ها در آمریکا» قرار گرفته و آن‌چنان‌که باید به چشم نمی‌آیند.
تونی اسکاویلی از وبسایت Classic Rock History «بچه‌ها در آمریکا» را چیزی فراتر از یک آهنگ پاپ راک و اثری دانسته که موسیقی و دوران آغاز دههٔ هشتاد میلادی را نمایندگی می‌کند.

## موقعیت در جدول‌های فروش
| چارت (۱۹۸۱–۱۹۸۳)                     | بالاترین جایگاه |
| ------------------------------------ | --------------- |
| کنت میوزیک ریپورت استرالیا           | ۵               |
| او۳ تاپ ۴۰ اتریش                     | ۱۲              |
| اولتراتاپ بلژیک (فلاندرز)            | ۴               |
| جدول‌های رسمی فنلاند                  | ۱               |
| جدول تک‌آهنگ‌های ایرلند                | ۲               |
| مجلهٔ آرپی‌ام کانادا                   | ۳۴              |
| ۴۰ آهنگ برتر هلند                    | ۶               |
| ۱۰۰ تک‌آهنگ برتر هلند                 | ۸               |
| آلمان غربی (جی‌اف‌کی انترتینمنت چارتس) | ۵               |
| انجمن صنعت ضبط نیوزیلند              | ۵               |
| وی‌جی-لیستای نروژ                     | ۹               |
| رادیو اسپرینگ‌باک آفریقای جنوبی       | ۱               |
| فهرست برترین‌های سوئد                 | ۲               |
| جدول موسیقی سوئیس                    | ۵               |
| آفیشال چارتس بریتانیا                | ۲               |
| بیلبورد هات ۱۰۰                      | ۲۵              |
| تاپ ۱۰۰ مجلهٔ کرش‌باکس آمریکا          | ۲۰              |
| جدول مین‌استریم راک مجلهٔ بیلبورد      | ۲۹              |

| چارت (۱۹۸۱)                          | بالاترین جایگاه |
| ------------------------------------ | --------------- |
| کنت میوزیک ریپورت استرالیا           | ۱۰              |
| اولتراتاپ بلژیک (فلاندرز)            | ۱۴              |
| ۴۰ آهنگ برتر هلند                    | ۲۹              |
| ۱۰۰ تک‌آهنگ برتر هلند                 | ۳۷              |
| انجمن صنعت ضبط نیوزیلند              | ۳۷              |
| رادیو اسپرینگ‌باک آفریقای جنوبی       | ۱۵              |
| جدول موسیقی سوئیس                    | ۱۸              |
| آفیشال چارتس بریتانیا                | ۲۳              |
| آلمان غربی (جی‌اف‌کی انترتینمنت چارتس) | ۳               |

| چارت (۱۹۸۲)     | بالاترین جایگاه |
| --------------- | --------------- |
| بیلبورد هات ۱۰۰ | ۹۱              |